# Francis Everitt

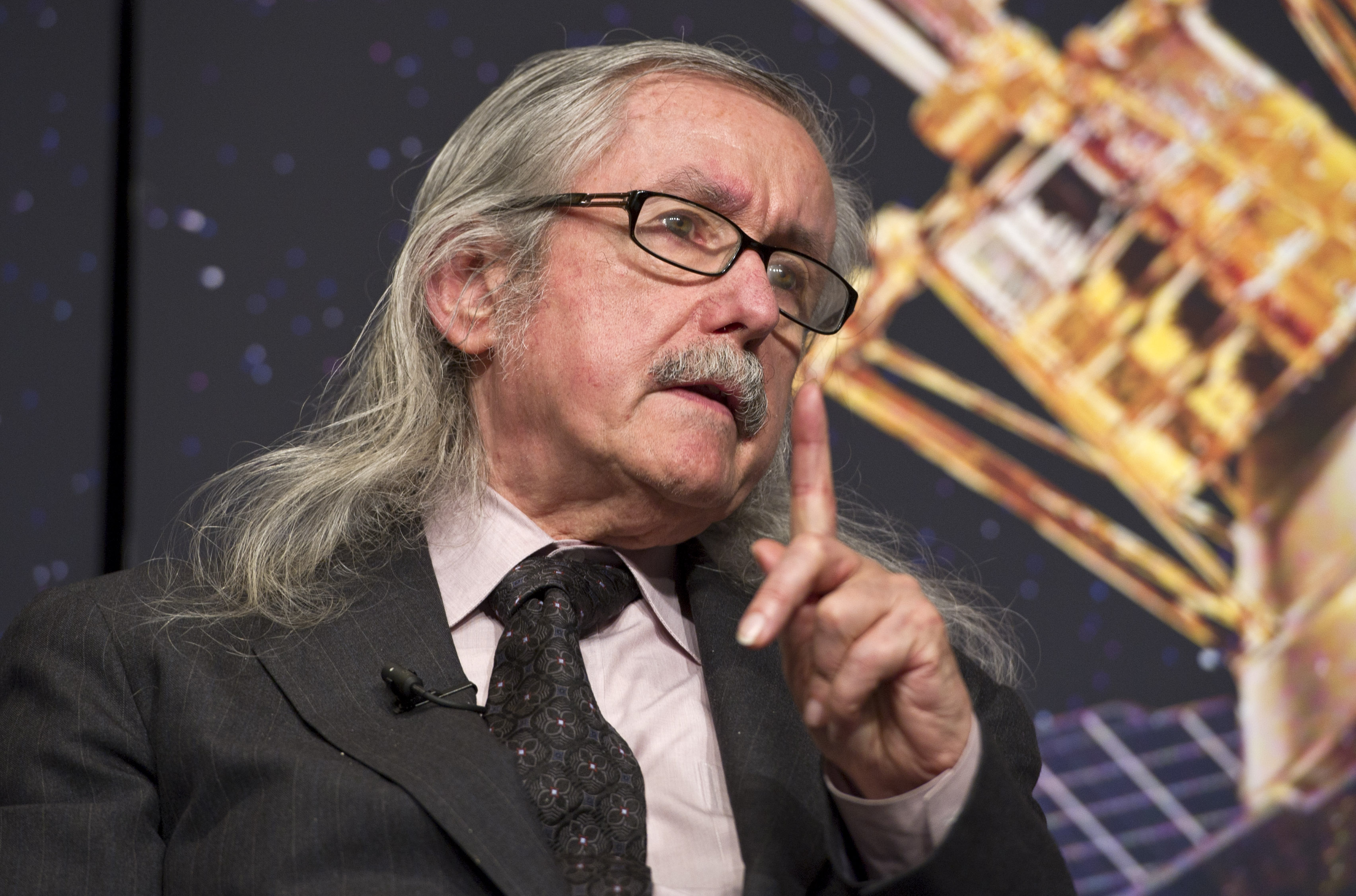
Francis Everitt

C. W. Francis Everitt (* 8. März 1934 in Sevenoaks, Großbritannien) ist ein britisch-US-amerikanischer Physiker. Er ist bekannt für Präzisionstests der Allgemeinen Relativitätstheorie.
Everitt studierte an der Universität London mit dem Bachelorabschluss 1955 und der Promotion in Physik 1959. 1955 war er Gastwissenschaftler an der Physikalisch-Technischen Bundesanstalt. 1958 bis 1960 forschte er am Imperial College London und 1960 bis 1962 an der University of Pennsylvania. Danach war er an der Stanford University, wo er 1967 Senior Research Physicist wurde, 1974 Adjunct Professor und ab 1982 eine Forschungsprofessur hatte.
Er ist leitender Wissenschaftler des 2004 gestarteten Gravity Probe B Experiments. An der Vorbereitung des komplexen Satelliten-Experiment, dass den Lense-Thirring-Effekt (und andere Frame Dragging Effekte der ART) bestätigen sollte, und der dazu nötigen Tieftemperaturtechniken arbeitete er vierzig Jahre (mit dem 1989 verstorbenen William Fairbank Sr.) Ergebnisse, die die Vorhersagen der ART bestätigen, wurden 2011 veröffentlicht.
1955 erhielt er den Tyndall Preis des Imperial College London.  1997 erhielt er den Marcel Grossmann Award. Er ist Fellow der American Physical Society. 1976/77 war er Guggenheim Fellow. Er erhielt die NASA Distinguished Public Service Medal.
Seit 1985 war er Ko-Direktor des International Center for Relativistic Astrophysics und seit 1985 war er im Beratungsgremium für Astrophysik der NASA.